# Лейф Г. В. Першон
Лейф Г. В. Першон (на шведски: Leif G. W. Persson) е шведски криминолог, сценарист и писател, автор на бестселъри в жанровете политически трилър и криминален роман.

## Биография и творчество
Лейф Густав Вили Першон е роден на 12 март 1945 г. в Стокхолм, Швеция. Баща му е дърводелец, а майка му домакиня. Има по-малка сестра. През 1965 г. започва да учи университета в Стокхолм. Многократно прекъсва поради заемане на различни работни места. В края на 60-те заедно с обучението си е асистент и преподавател в университета в Стокхолм и в университета в Линкьопинг, статистически консултант, научен съветник и експерт в Министерството на социалните въпроси, и експерт и съветник на националната полиция и националния полицейски комисар Карл Першон. През 1977 г. е уволнен от полицията заради връзка с разследването на журналиста Питър Брат за връзки на министъра на правосъдието Леннарт Гейер с проституиращия пръстен в Стокхолм и предаването на секретен доклад за това от комисаря Першон до премиера Улоф Палме.
През 1980 г. защитава докторската си дисертация за проблемите при статистически изследвания в криминологията. През 1982 г. е назначен за доцент в Стокхолмския университет, а периода 1991-2008 г. е преподавател по криминология в Националната полиция. В периода 1999-2009 г. е експерт-коментатор по значими престъпления в телевизионното предаване „Еврилист“ на телевизия „Т3“ (програма, еквивалентна на „Най-търсените в Америка“). Участва в телевизонното шоу на Камила Квартофт, което основно разглежда нерешени шведски наказателни дела.
През 1972 г., след като публикува статия в голям всекидневник, добавя към името си инициалите Г. В., за да не го бъркат с Лейф Першон – шведски шампион по мотокрос.
Първият му криминален роман „Grisfesten“, от поредицата за комисарите Бо Ярнебринг и Ларс Йохансон, е публикуван през 1978 г. Той представя историята на главен прокурор, който ръководи мрежа за проституция. Романът става бестселър и го прави известен.
В поредицата „Ярнебринг и Йохансон“ освен двамата комисари се редуват и други взаимносвързани герои, като детективите Еверт Бекстрьом, Анна Хорт и Лиса Матей.
Вторият му роман „Profitörerna“ е екранизиран през 1983 г. в едноименния телевизионен минисериал.
Романът му от 1982 г. „Samhällsbärarna“ (Стълбовете на обществото) е удостоен с националната награда на Швеция за криминален роман.
В подсерията романи „Случаите на социалната държава“ историите са от Швеция в периода на Студената война, които имат като общ елемент, събития, свързани с все още нерешеното убийство на шведския премиер Улоф Палме през 1986 г.
Много известна става подсерията му „Еверт Бекстрьом“, в която основен герой е циничният и неординарен комисар, който обаче е особено успешен в заплетените случаи на убийства.
Заедно с художествените романи е автор и на над 20 документални книги свързани с престъпността, както и няколкостотин вестникарски статии и колони.
Жени се три пъти и има 4 деца и 2 доведени. Лейф Г. В. Першон живее със семейството си в Стокхолм.

## Произведения

### Серия „Ярнебринг и Йохансон“ (Jarnebring and/or Johansson)
1. Grisfesten (1978)
2. Profitörerna (1979)
3. Samhällsbärarna (1982) – национална награда на Швеция за криминален роман
4. Mellan sommarens längtan och vinterns köld (2002
5. En annan tid, ett annat liv (2003)
6. Faller fritt som i en dröm (2007
7. Linda – som i Lindamordet (2005)
8. Den döende detektiven (2010) – национална награда на Швеция за криминален роман, награда „Стъклен ключ“

#### Подсерия „Случаите на социалната държава“ (Välfärdsstatens fall)
1. Mellan sommarens längtan och vinterns köld (2002)
2. En annan tid, ett annat liv (2003) – национална награда на Швеция за криминален роман
3. Faller fritt som i en dröm (2007)

#### Подсерия „Еверт Бекстрьом“ (Evert Bäckström)
1. Linda – som i Lindamordet (2005)
Убийството на Линда, изд.: ИК „Колибри“, София (2014), прев. Ева Кънева
2. Den som dödar draken (2008)
Онзи, който убие дракона, изд.: ИК „Колибри“, София (2014), прев. Росица Цветанова
3. Den sanna historien om Pinocchios näsa (2013)
Истинската история за носа на Пинокио, изд.: ИК „Колибри“, София (2014), прев. Мартин Ненов
4. Kan man dö två gånger? (2016)

### Документалистика
- Hidden criminality: theoretical and methodological problems, empirical results (1980)
- Min kompetens (1981)
- Horor, hallickar och torskar – en bok om prostitutionen i Sverige (1981)
- Om jakt og jegere (1997) – с Ян Гиу
- Gustavs Grabb' (2011) – автобиография
- Bombmakaren och hans kvinna (2015)
- Presunto terrorista (2016)

### Екранизации
- 1983 Profitörerna – ТВ минисериал, 3 епизода, по романа
- 1984 Mannen från Mallorca – по романа „Grisfesten“
- 1986 I lagens namn – по романа „Samhällsbärarna“, сценарист
- 1991 Goltuppen – ТВ минисериал, 6 епизода
- 1992 Kvällspressen – ТВ сериал, 6 епизода
- 1994 Den vite riddaren – ТВ минисериал, 4 епизода, сценарист с Ян Гиу
- 1996 I nöd och lust... ТВ сериал, автор на 1 епизод
- 1996-1999 Anna Holt – polis – ТВ сериал, 17 епизода, сценарист с Ян Гиу
- 2013 En pilgrims död – ТВ минисериал, 4 епизода, по трилогията „Случаите на социалната държава“
- 2014-2015 Den fjärde mannen – ТВ минисериал, 3 епизода, по романа „En annan tid, ett annat liv“
- 2015 Бекстром, Backstrom – ТВ сериал, 13 епизода, по трилогията „Еверт Бекстрьом“, изпълнителен продуцент
- 2017 GW:s mord – документален ТВ сериал, продуцент